# Михайловские
 Михайловские  — опустевшая деревня в Санчурском муниципальном округе Кировской области.

## География
Расположена на расстоянии примерно 9 км по прямой на запад-северо-запад от райцентра поселка Санчурск.

## История
Известна с 1891 года как починок Михайловский, где в 1905 году было дворов 21 и жителей 123, в 1926 26 и 151, в 1950 (деревня Михайловская) 18 и 70, в 1989 оставалось 4 человека. Настоящее название утвердилось с 1978 года. С 2006 по 2019 год входила в состав Сметанинского сельского поселения.

## Население
Постоянное население не было учтено как в 2002 году, так и в 2010.